# Kudó Haruka
Kudó Haruka (工藤遥,  Szaitama, 1999. október 27. –) japán színésznő. A Morning Musume popcsoport tizedik generációs tagja. Mielőtt csatlakozott volna a Morning Musume-hez, a Hello! Pro Egg tagja volt.

## Élete

### 2010
2010. március 27-én mutatták be a Hello! Pro Egg új tagjaként. 2010. május 1-én debütált.

### 2011
2011-ben Haruka részt vett a Morning Musume tizedik generációs meghallgatásán.
Szeptemberben bejelentették, hogy két színházi előadásban vesz részt. 2011. szeptember 29-én bejelentették, hogy három másik lány mellett csatlakozik a Morning Musume-hez.

### 2012
Április 18-án bejelentették, hogy Tanaka Reina és a 9. és 10. generáció tagjok szerepelni fognak egy új színdarabban, melynek címe  Stacey’s Shoujo Saisatsu Kageki. A musical június 6-12 között futott.
Május 13-án bejelentették, hogy a Morning Musume 9. és 10. generációja, valamint a S/mileage 2. generációja eventet fognak tartani, amire a Yokohama Blitzben június 15-én, 18-án és 20-án kerül sor, Mosuma FC Event ~Gachi☆Kira~ címmel.
Augusztus 24-én bejelentették, hogy Haruka hiányozni fog a Morning Musume tevékenységekről, meniszkusz szakadás miatt. Haruka szerint már jó ideje szenvedett a bal térdében érzett fájdalomtól. Isida Ajumival ellentétben, aki kificamította a bokáját, Haruka részt vett a Wakuteka Take a chance ideiglenes MV-jének tánc verziójában.

### 2013
Január 13-án Haruka láz miatt hiányzott a Hello! Project Tanjou 15 Shuunen KinenLive 2013 Fuyu ~Bravo!~koncertturné 18:30-as előadásáról.
Május 7-én részt vett Szató Maszaki “14-sai Nau Nau—!!” című születésnapi eventjén, mint vendég.

### 2017
Április végén bejelentették, hogy a 2017-es őszi koncertturné végén elhagyta a Morning Musume-t, valamint az egész Hello! Project-et is, hogy a későbbiekben egyetemi tanulmányaira és színészi karrierje építésére koncentrálhasson. Első szerepét 2018 februárjában a “Kaitou Sentai Lupinranger VS Keisatsu Sentai Patranger” című sorozatban játszotta, ekkor nyílt meg önálló Ameba blogja is, a “Harukamera”.

## Filmográfia

### Sorozatok
- Sūgaku Joshi Gakuen (NTV, 2012)
- Otona e Novel (オトナヘノベル) (NHK, 2015)
- Kaitou Sentai Lupinranger VS *Keisatsu Sentai Patranger (快盗戦隊ルパンジャーVS警察戦隊パトレンジャー) (TV Asahi, 2018–2019)

### Filmek
- Kaitou Sentai Lupinranger VS Keisatsu Sentai Patranger en Film (快盗戦隊ルパンレンジャーVS警察戦隊パトレンジャー en film) (2018)
- Lupinranger VS Patranger VS Kyuranger (ルパンレンジャーVSパトレンジャーVSキュウレンジャー) (2019)
- Kishiryu Sentai Ryusoulger VS Lupinranger VS Patranger the Movie (劇場版 騎士竜戦隊リュウソウジャーVSルパンレンジャーVSパトレンジャー) (2020)
- Kotera-san Climbs! (のぼる小寺さん) (2020)
- 461 Days of Bento: A Promise Between Father and Son (461個のおべんとう) (2020)
- Dai Kome Sōdō (大コメ騒動) (2021)
- Suicide Forest Village (樹海村) (2021)

### Színház
- Ima ga Itsuka ni Naru Mae ni (今がいつかになる前に) (2010)
- Reborn ~Inochi no Audition~ (リボーン～命のオーディション～) (2011)

1974 (Ikunayo) (1974(イクナヨ)) (2011)
- Stacies Shoujo Saisatsu Kageki (ステーシーズ 少女再殺歌劇) (2012)
- Gogakuyuu (ごがくゆう) (2013)
- Lilium -Lilium Shoujo Junketsu Kageki (-Lilium －リリウム 少女純潔歌劇－) (2014)
- Triangle (トライアングル) (2015)
- Zoku 11nin Iru! Higashi no Chihei, Nishi no Towa ((続・11人いる！東の地平・西の永遠) (2016)
- JK Ninja Girls (JKニンジャガールズ) (2017)
- Pharaoh no Haka (ファラオの墓) (2017)
- Itsumo Pocket ni Chopin (いつもポケットにショパン) (2019)
- Mahou Tsukai no Yome (魔法使いの嫁) (2019–2020)

## Bibliográfia

### Könyvek
1. Haruka (2019)

### Fotókönyvek
1. Do (2012)
2. Ashita Tenki ni Naare! (2014)
3. Harukaze (2016)
4. Kudo Haruka (2017)
5. Haru Camera (2018)
6. Lively (2020)